# 天田有希子
天田有希子（日语：／ Amada Yukiko，1月10日—），日本女性配音員、旁白。出身於神奈川縣。Production BAOBAB所屬。身高150cm。

## 人物
曾出演外語配音、動畫、旁白等多部作品。
資格：著付師、普通汽車執照。
興趣：讀書、看電影、聽音樂。

## 演出
粗體字表示主要角色。

### 電視動畫
2003年
- 我們這一家（2003年—2009年，草莓〈第2代〉、女性B、女子B、良雄）
- 火影忍者（小路）

2004年
- 完美超人Joe（藍色小鎮居民）
- 怪醫黑傑克（學生）

2005年
- 蠟筆小新（2005年—2020年，男孩子、高原、雨賀、特爾諾布、良夫 等）
- 哆啦A夢 (大山羨代版)（少年D）
- 名偵探柯南（2005年—2016年，小孩、女孩子、粉絲、慶德一里）

2007年
- 一騎當千 Dragon Destiny（馬謖幼常）

2008年
- 忍者亂太郎（2008年—2024年，川西左近〈第3代〉、鬼的小孩、村民）

2009年
- 藍眼女孩的話（日语：青い瞳の女の子のお話）（義男）
- 閃亮雙胞胎（典史）

2010年
- 星際寶貝 ～最棒的朋友～（阿玉芳雄）

2012年
- 足球騎士（俄羅斯代表4號）

2018年
- 哆啦A夢 (水田山葵版)（少年2、貓頭鷹）

### 電影動畫
- 劇場版 忍者亂太郎：忍術學園全員出動之卷！（2011年，川西左近[4]）

### OVA
- 麵包超人與開始吧！來玩平假名吧（2006年，青色顏料小子）

### 網路動畫
- 三矢蘇打活動（エコルン·ミコルン）

### 遊戲
- 麵包超人的歡欣雀躍夾娃娃遊戲（2006年，旁白）
- Muv-Luv Alternative（2006年）
- 忍者亂太郎 學年對抗戰方塊！之卷（2010年，川西左近）

### 廣播劇CD
- 忍者亂太郎 廣播劇CD 系列（川西左近）
  - 忍者亂太郎 廣播劇CD 保健委員會之卷
  - 忍者亂太郎 廣播劇CD 二年級之卷
  - 忍者亂太郎 廣播劇CD 伊組之卷 ～中篇～

### 外語配音

#### 電影
- 絕命終結站2 ※東京電視台版。
- 疾風禁區
- 薰衣草
- 我的哥哥（英语：My Brother (2004 film)）
- 柔道龍虎榜（小夢）

#### 動畫
- 嗨嗨帕妃亞美由美（皮耶）
- 神奇校巴（英语：The Magic School Bus (TV series)）（提姆）

### 電影
- 小雙俠（日语：ヤッターマン (映画)）

### 旁白
- BePonkickie（日语：Beポンキッキ）（單元旁白）

## 外部連結
- 天田有希子｜Production BAOBAB （日語）
- 天田有希子 （页面存档备份，存于） （日語）—Talent Date Bank
- 天田有希子，存于 （日語）—Web版電視明星名鑑